# Лосєв Олексій Федорович
Ло́сєв Олексі́й Фе́дорович, у чернецтві Андронік (рос. Лосев Алексей Федорович, 10 (22) вересня 1893 — 24 травня, 1988) — російський філософ і філолог, професор, доктор філологічних наук.

## Біографія

### Дитинство і становлення науковця
Народився 10 вересня (22 за новим стилем) 1893 року у місті Новочеркаськ, столиці Донського козацтва, Ростовської області Російської імперії. Батьком був Федір Петрович Лосєв, учитель у гімназії, талановитий математик, здібний скрипаль, диригент та хормейстер. Його заслуги відзначав навіть імператор Олександр III. Однак, будучи людиною богеми, він покинув родину, коли Олексію виповнилося три місяці. Мати — Наталя Олексіївна, донька настоятеля місцевого храму Михаїла Архангела, навпаки була відома як особа побожна і строга. Саме вона й виховувала Олексія. По материній лінії його предки були військовиками, учасниками російсько-турецької та французько-російської війн.
У 1903 Олексій пішов на навчання до класичної Новочеркаської гімназії. Вона вирізнялася ліберальним підходом до набору учнів — туди приймали дітей із родин різних станів і достатку, а також різних віросповідань. Маючи у молодших класах посередню успішність, у старших Олексій проявив інтерес до наук, зокрема до астрономії, а також філософії Платона і Соловйова. Цікавився проблемою виникнення та впливу атеїзму, стояв на позиції необхідності приходу всього людства до віри в єдиного Бога. Рівнобіжно навчався у музичній школі, де опанував гру на скрипці. Сучасники відгукувалися про нього, що Олексій перейняв від батька талант математика й музиканта, а від матері — моральність. У 1911 році закінчив гімназію з золотою відзнакою і музичну школу. Відтак здійснив пішу подорож із гімназистами від Владикавказу до Тифлісу (близько 205 км), а потім через західну Грузію до Чорного моря. Був закоханий у доньку директора гімназії Віру Фролову, втім їхні стосунки були платонічними. Під час подорожі в 1911 на Чорне море познайомився з гімназисткою Вірою Знаменською, з якою три роки листувався.
Навчання продовжив того ж року в Московському університеті на історико-філологічному факультеті — водночас на двох відділеннях — філософії та класичної філології. Для оплати навчання і проживання в гуртожитку мати продала будинок, а сама переїхала до сестри. На першому курсі Олексій вдруге подорожував за Урал по Камі з гімназистами. Побожний студент і прихильник музики, він однаково регулярно відвідував недільну службу в храмі божому та московські театри, консерваторію, концерти в Дворянському зібранні. Готуваючи себе до кар'єри науковця, відвідував засідання релігійно-філософського товариства імені В. Соловйова, Психологічного гуртка при Московському університеті, Академії Духовної культури у філософа Миколи Бердяєва. Став членом Психологічного інституту при університеті, де займався експериментальною психологією. Підробляв приватним учителем латинської мови. Після наукового відрядження в Берлін, де проходив стажування два роки, познайомився з творами Вагнера. Лосєв зацікавився символізмомо і міфологією, що спонукало його до написання дипломної праці «Світосприйняття Есхіла». В 1915 році закінчив університет і лишився в ньому на кафедрі класичної філології, активно пишучи наукові статті. Перші друковані твори науковця вийшли ще за часів Російської імперії («Два світосприйняття», «Ерос у Платона», «Про музичні почуття кохання і природи») у 1916 році.

### Після Жовтневої революції
Після Жовтневої революції численні гуртки Московського університету були закриті, а багато публікацій лишилися невиданими. Під час громадянської війни мати та багато родичів померли від тифу. У 1919 році Олексій Лосєв був обраний професором у Нижньогородському університеті за конкурсом. Попри антирелігійні настрої після Жовтневої революції, стояв на позиції необхідності в суспільстві релігії та релігійного виховання дітей. У 1920-ті роки Лосєв прислужував у храмі Воздвиження Хреста Господнього, зблизився з афонськими старцями та став прибічником руху ім'яславців. У 1922 познайомився з Валентиною Соколовою, математиком і астрономом, з якою обвінчався того ж року в Сергієвім Посаді у богослова Павла Флоренського.
Позаяк за панування більшовиків викладання філософії занепадало, в 1922 році Олексій став професором Московської консерваторії, а в Академії художніх наук — завідувачем відділом естетики. Створив низку наукових праць на перетині декількох наукових дисциплін: «Музика як предмет логіки», «Діалектика художньої форми», «Філософія імені», «Античний космос і сучасна наука», «Діалектика міфу». Завдяки тому, що в новоствореному Радянському союзі не існувало єдиної системи видавництв, і вмілому оперуванню термінами, Лосєву вдалося видати ці праці. Остання, «Діалектика міфу», містила ідеї щодо міфологічних основ культури, в тому числі сучасної, тому була визнана «конттреволюційним і мракобісним твором» і разом з іншими заборонена. Лазар Каганович і Максим Горький засудили працю та її автора. Незадовго до цього, в 1929 році, коли почалося цькування Лосєва, він з дружиною прийняли чернечий постриг під іменами Андронік та Афанасія.

### Ув'язнення та переслідування
18 квітня 1930 року Лосєва ув'язнили в Луб'янці, потім перевели до Бутирської в'язниці в одиночну камеру на кілька місяців. Невдовзі була заарештована і Валентина. Обоє проходили підозрюваними у сфабрикованій справі церковно-монархічної організації «Істинне православ'я». Будучи переведений в загальну камеру, Лосєв читав в'язням лекції з різноманітних наук.
У 1931 році вироком було оголошено 10 років таборів у Кемі, де відбувалося будівництво Біломорсько-Балтійського каналу. Олексій Лосєв унаслідок важкої роботи на сплаві лісу і канцелярських справ при тьмяному освітленні в проектному відділі, почав втрачати зір. Утім, йому дозволялося листуватися з дружиною, ув'язненою в іншому таборі на Алтаї на 5 років.
Через інвалідність і ударну працю подружжя було достроково звільнено в 1933 році. Олексію Федоровичу та дружині було знято судимість та дозволено проживати в Москві. Їм було заборонено займатися науковою діяльністю, тому Валентина читала лекції з математики, а Олексій — з античної естетики. З 1938 по 1941 рік Лосєв підробляв у педагогічних інститутах Куйбишева, Чебоксарів, Полтави. Перекладав російською праці Платона, Плотіна, Прокла, Миколи Кузанського, Секста Емпірика. Створив книги «Антична міфологія» та «Історія античної естетики», які втім були опубліковані тільки через багато років.
З початком Німецько-радянської війни 1941 року будинок Лосєвих було знищено бомбою, а разом з ним численні рукописи. У 1942 році Олексія Федровича запросили як викладача логіки в Московський державний університет ім. М. В. Ломоносова. У 1943 році він отримав звання доктора філологічних наук, але вже в 1944 році був вигнаний з університету через донос зі звинуваченням в ідеалізмі. Разом з тим йому не перешкоджалося викладати в Московському державному педагогічному інституті ім. В. І. Леніна. Відсутність в цей час серйозних переслідувань мислителя пов'язується з іронічним ставленням до нього Йосипа Сталіна. За переказом, той дозволив аби в СРСР був таки один філософ-ідеаліст. У Московському державному педагогічному інституті Лосєв працював на кафедрі класичної філології, а потім — на кафедрі загального мовознавства до самої смерті.

### Визнання
Після смерті Сталіна Олексій Федорович знову зміг публікувати свої праці. Його дружина допомогла надрукувати «Олімпійську міфологію», «Естетичну термінологію ранньої грецької літератури» та «Гесіод і міфологія». В 1954 році Валентина померла від раку крові. Дітей подружжя не мало, позаяк обоє зберігали таємне чернецтво. Олексій Федорович після цього зареєстрував шлюб з філологом Азою Тахо-Годі, його ученицею і подругою родини.
З 1963 почала видаватися багатотомником його «Історія античної естетики». Продовжувалися, хоч і безуспішні, доноси на Лосєва про організацію таємних зібрань та ідеологічно шкідливий вплив на студентів. Таємно відвідував причастя і сповіді. Від часу постригу він носив шапочку, яка стала відмітною рисою його образу і по суті була скуфією.
У 1980-і почалося публічне визнання заслуг Лосєва, публікувалися його інтерв'ю та книги, видані в співавторстві з Азою Тахо-Годі: «Діоген Лаерцій — історик античної філософії», «Аристотель. Життя і сенс». Разом з тим у 1983 було вилучено тираж книги «Володимир Соловйов» і затримано тираж «Антична культура і сучасна наука». Того ж року отримав Орден Трудового Червоного Прапора. В 1985 Олексій Федорович за указом Михайла Горбачова став лауреатом Державної премії СРСР з філософії за «Історію античної естетики» (на той час було видано 6 томів із 8).
Останній виступ Лосєва в університеті відбувся в квітні 1986 року, коли йому було вже 93 роки. Восени 1987 почалися зйомки матеріалу для документального фільму про мислителя.

### Смерть і вшанування пам'яті
Помер у Москві 24 травня 1988 року, символічно в рік 1000-ліття хрещення Русі. Поховання відбулося на Ваганьковському цвинтарі, де похована і його перша дружина.
У 1989 вийшов фільм «Лосєв», який на Міжнародному фестивалі неігрового кіно здобув нагороду «Срібний центавр». В 1990 було засновано товариство «Лосєвські бесіди».
100-річчя народження філософа було відзначено міжнародною науковою конференцією в МДУ ім. Ломоносова під егідою ЮНЕСКО. Почалася публікація зібрання творів Олексія Лосєва.
У 1995 з архівів ФСБ було повернуто рукописи Лосєва. Останнє житлове приміщення професора було музеєфіковано, з 2000 там розташувалася Бібліотека історії російської філософії та культури «Дом А. Ф. Лосева» (Москва, вул. Арбат, 33/12, будівля 1.). У 2006 біля будинку було відкрито пам'ятник Олексію Федоровичу.

## Філософсько-культурологічні погляди
Олексій Лосєв розвивав ідеї платонізму та неоплатонізму, поділяючи світ на матеріальну та ідеальну сфери. Все суще, згідно Лосєва — це символи («імена» в термінах Лосєва) ідеального надбуття Бога, тому він заперечував значення особистості в творчості — будь-яка творчість — це лише зображення вже існуючого ідеалу. Він вважав, що абсолютний сенс може проявлятися в двох основних формах: міфі (в Лосєва це образ особистого буття) та особистості. Будь-яка річ чи явище є міфом, оскільки існує окремо від особистості та сприймається суб'єктивно як символ ідеалу. З цього Олексій Лосєв робив висновок, що всі форми опису світу, релігійна, наукова, ідеологічна, є міфологіями та ґрунтуються на тих самих принципах, що й класична міфологія. Він розрізняв відносну і абсолютну міфології. Відносною філософ визначав обмежені, вибіркові уявлення про буття, викладені в міфах, наукових теоріях тощо. Абсолютна ж міфологія — це повний, без протиріч матеріально та ідеального, опис абсолютного буття, що іще має бути створений як синтез віри та знання. Сам Лосєв вважав, що абсолютна міфологія приведе людину до розуміння Бога і мусить засновуватися на християнстві.
Основним здобутком християнства мислитель вважав осмислення людиною себе як особистості, існування якої не має жодної необхідності для Бога (але яке Бог дозволяє), що відбулося за середньовіччя. До епохи Відродження Лосєв ставився негативно, вважаючи її часом становлення людини, котра прагне зайняти місце Бога.

## Основні праці
Традиційно творчий період життєпису Олексія Лосєва поділяється на «ранній» і «пізній» періоди. Перший охоплює твори, написані в 1920-і роки з так званим першим восьмикнижжям. Другий — публікації після смерті Йосипа Сталіна.
Ранній період
- Філософія імені (1927)
- Музика як предмет логіки (1927)
- Діалектика художньої форми (1927)
- Античний космос і сучасна наука (1927)
- Діалектика числа у Плотіна (1928)
- Критика платонізму у Аристотеля (1929)
- Нариси античного символізму і міфології (1930)
- Діалектика міфу (1930); розширене перевидання в 1990

Пізній період
- Олімпійська міфологія в її соціально-історичному розвитку (1953)
- Антична міфологія в її історичному розвитку (1957)
- Гомер (1960)
- Антична музична естетика (1960)
- Історія античної естетики (рання класика) (1963)
- Введення в загальну теорію мовних моделей (1968)
- Історія античної естетики. Софісти. Сократ. Платон. (1969)
- Історія античної естетики (висока класика) (1974)
- Історія античної естетики (Аристотель і пізня класика) (1975)
- Проблема символу і реалістичне мистецтво (1976)
- Естетика Відродження (1978)
- Історія античної естетики (ранній еллінізм) (1979)
- Елліністично-Римська естетика (1979)
- Історія античної естетики (пізній еллінізм) (1980)
- Історія античної естетики (останні віки) (1988)
- Дерзання духу (1988)

## Переклади українською мовою
- До питання про виникнення середньовічної діалектики на основі номіналізму // Філософська думка. — 1970. — № 3. — С. 39-49.
- Проблема соматичного значения платонівських ідей // Філософська думка. — 1971. — № 6. — С. 57-68.
- Музична естетика античного світу. — К.: Музична Україна, 1974. — 218 с.
- Антична література / За ред. А. А. Тахо-Годі. — К.: Вища школа, 1976. — 439 с.